# Offenbüttel
Offenbüttel ist eine Gemeinde im Kreis Dithmarschen in Schleswig-Holstein. Dammsknöll, Eckhorst, Heinkenstruck, Hinrichshörn und Nordheide liegen im Gemeindegebiet.

## Geografie

### Lage
Der Ort liegt im Osten Dithmarschens und das Gemeindegebiet wird im Süden vom Nord-Ostsee-Kanal und Osten vom Gieselau-Kanal begrenzt.

### Nachbargemeinden
Nachbargemeinden sind im Uhrzeigersinn im Norden beginnend die Gemeinden Osterrade (im Kreis Dithmarschen), Oldenbüttel und Steenfeld (beide im Kreis Rendsburg-Eckernförde) sowie Bunsoh (wiederum im Kreis Dithmarschen).

## Geschichte
Siedlungshistorisch gehört der Ort zu den Büttel-Ortschaften. Offenbüttel ist eine alte, selbständige Bauerschaft, die durch den noch vorhandenen auf 1714 datierten Bauernstock symbolisiert wird. Das Dorf liegt auf dem östlichen Rand der Dithmarscher Geest.
Am 1. April 1934 wurde die Kirchspielslandgemeinde Albersdorf aufgelöst. Alle ihre Dorfschaften, Dorfgemeinden und Bauerschaften wurden zu selbständigen Gemeinden/Landgemeinden, so auch Offenbüttel.

## Politik

### Gemeindevertretung
Bei der Kommunalwahl am 14. Mai 2023 wurden insgesamt neun Sitze vergeben. Diese fielen alle an die Kommunale Wählervereinigung Offenbüttel. Die Wahlbeteiligung betrug 68,2 %.

### Wappen
Blasonierung: „Von Silber und Grün im Wellenschnitt geteilt. Oben eine grüne Knickharfe, unten ein goldener Bauernstock in der Form eines achtkantig geschmiedeten, mit verjüngten Knöpfen abschließenden Eisenstabes, durch dessen vorderes Ende ein Ring gezogen ist.“
Der Wellenbalken steht für die – heute im Nord-Ostsee-Kanal weitgehend verschwundene – Gieselau und die übrigen, das Gemeindegebiet nahezu umschließenden Gewässer. Die Knickharfe weist auf die in Ortsnähe befindliche stattliche Reihe dieser alten landwirtschaftlichen Zweckeinrichtungen hin, die heute nur noch in wenigen Exemplaren erhalten sind. Sie mahnt zum Landschaftsschutz und stellt mit dem Stamm das alte Dorf, mit den Ästen die erst seit dem 18. Jahrhundert entstandenen Aussiedlungen Hinrichshörn, Dammsknöll, Eckhorst, Heinkenstruck und Nordheide dar. Die Tingierung nimmt die Farbe des hellen Himmels und der durch ausgedehnte Moore gekennzeichneten Landschaft auf.

## Offenbütteler Moor
Das ca. 350 ha große Offenbütteler Moor befindet sich in den Gemeinden Offenbüttel und Osterrade, welches durch das Moorschutzprogramm des Bundeslandes Schleswig-Holsteins vernässt und renaturiert wurde. Moore bieten Lebensraum für viele seltene und gefährdete Arten und dienen als Kohlenstoffspeicher und somit auch dem Klimaschutz. Im Zuge der Moorrenaturierung wurden auch Wege und Brücken ausgebaut.
Durch das Offenbütteler Moor kann man die Natur zu Fuß, mit dem Fahrrad oder mit dem Pferd erkunden. Auch geführte Kutschfahrten durch das Moor werden angeboten.

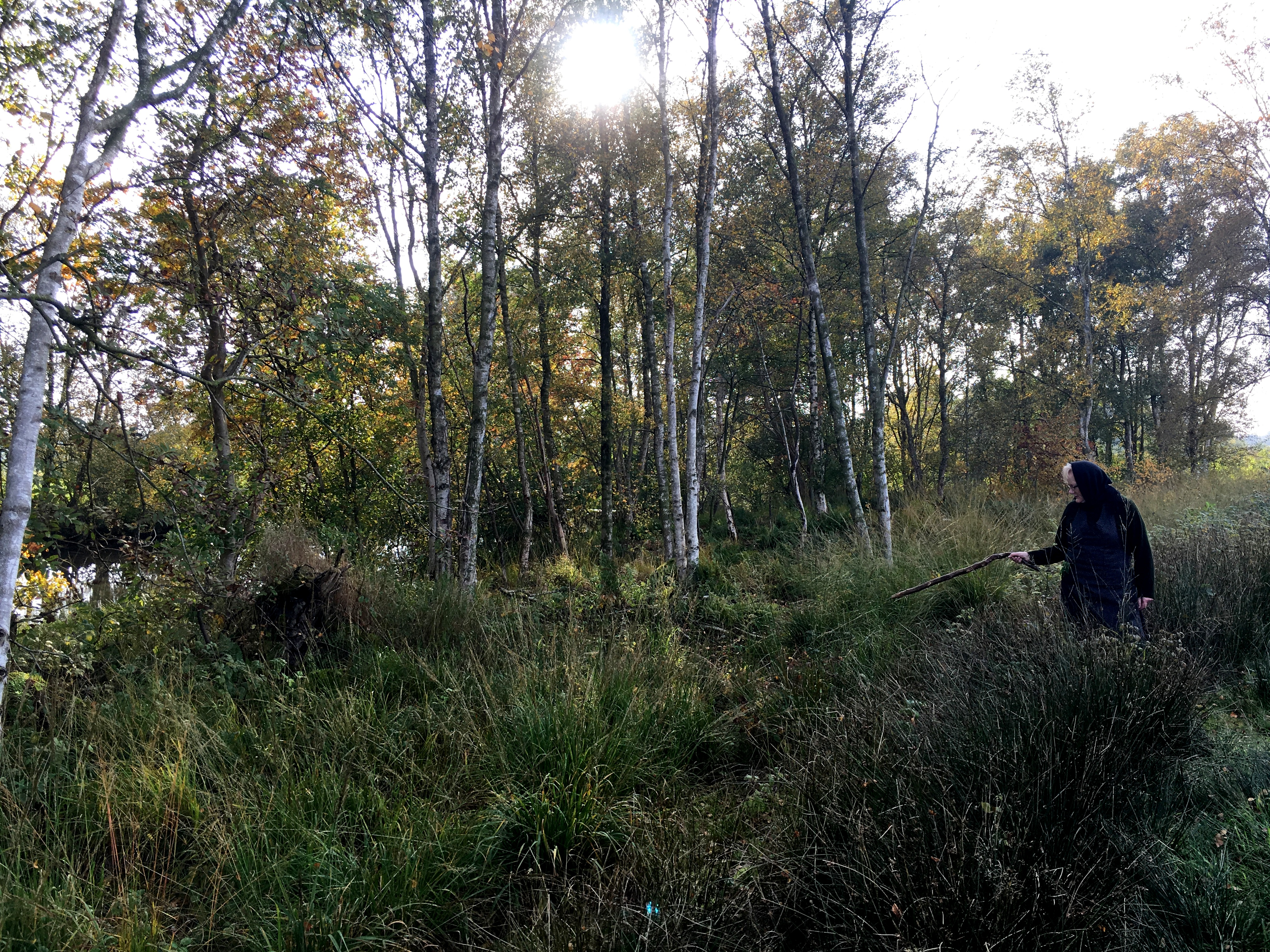
Offenbütteler Moor in Dithmarschen

## Sport
In der Gemeinde gibt es den Fußballverein FC Offenbüttel.